# 市川站

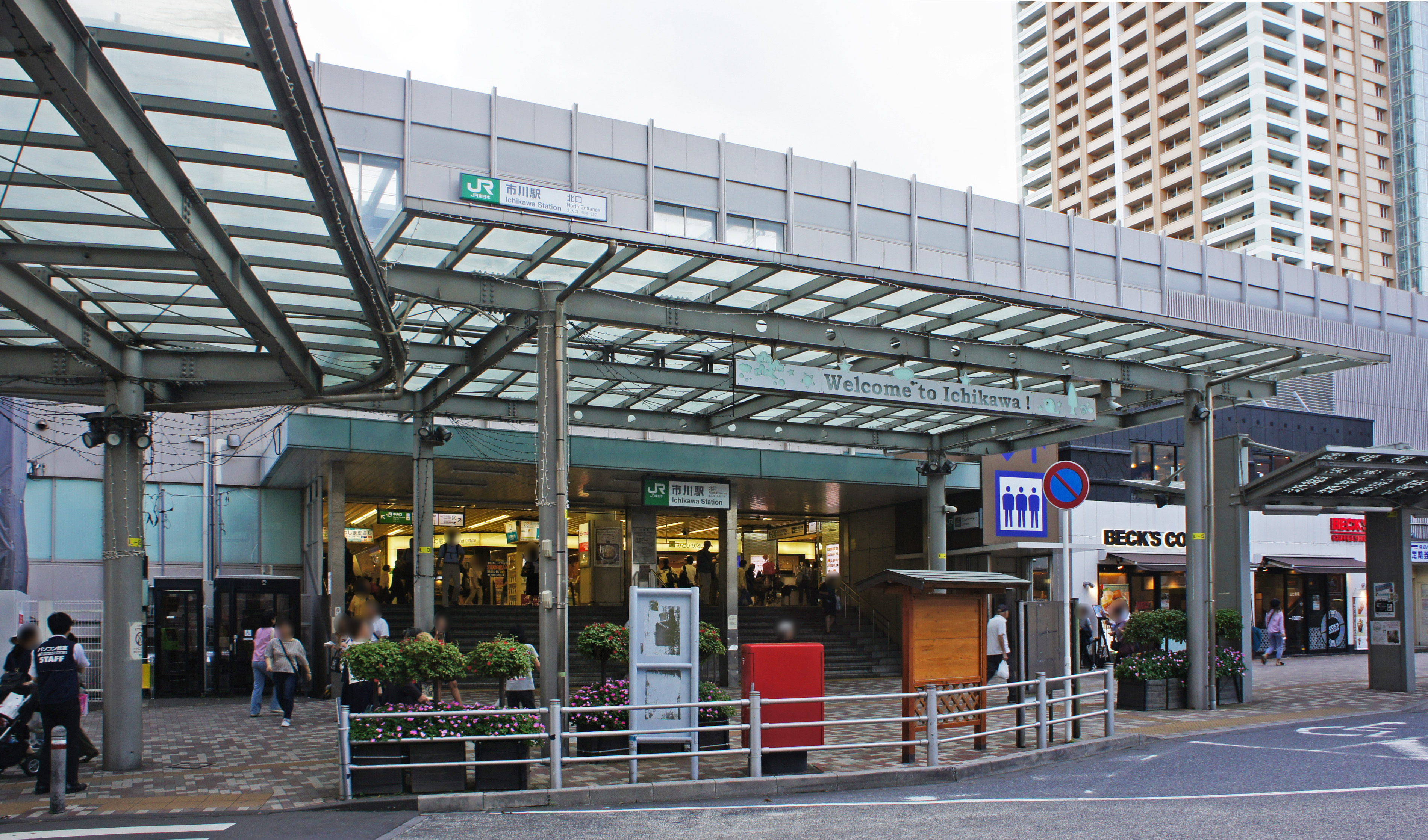
北口（2019年9月）

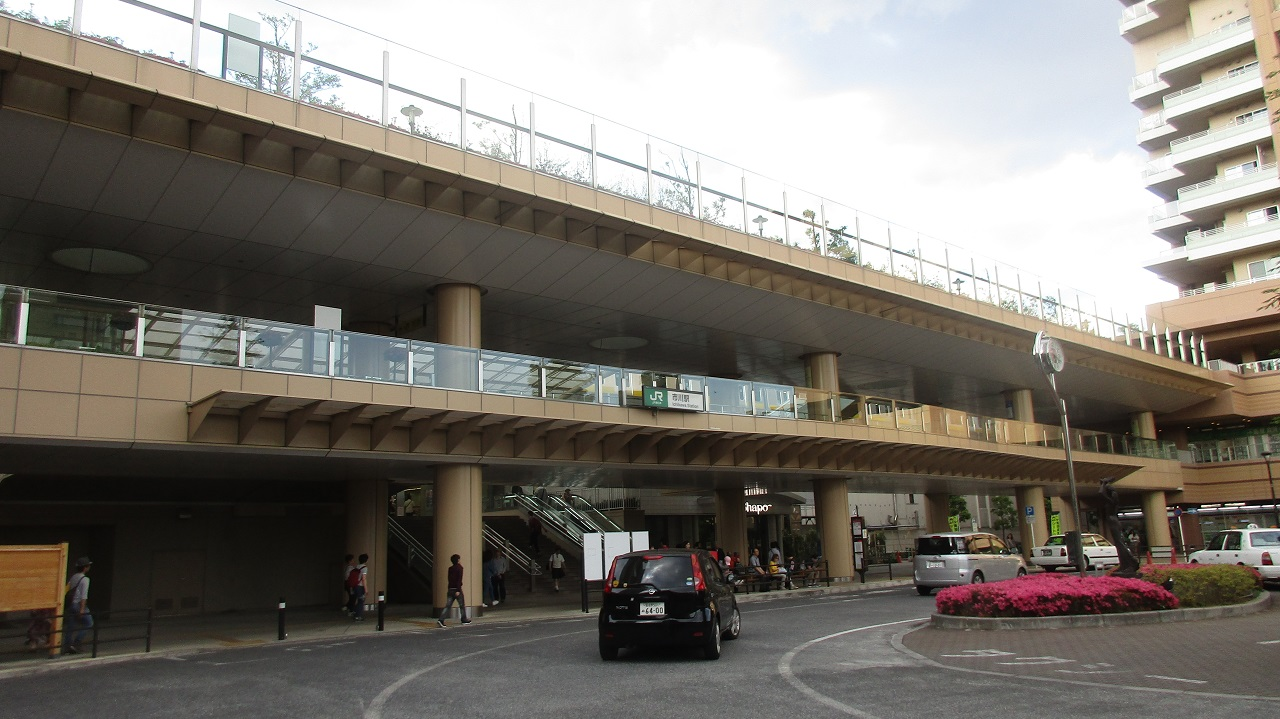
南口雙層天橋商店街（2017年6月）

市川站（日语：／ Ichikawa eki */?）是位於日本千葉縣市川市市川一丁目，屬於東日本旅客鐵道（JR東日本）總武本線的鐵路車站。
本站交會路線有行走快速線的總武快速線與行走緩行線的中央·總武線各站停車2個系統。

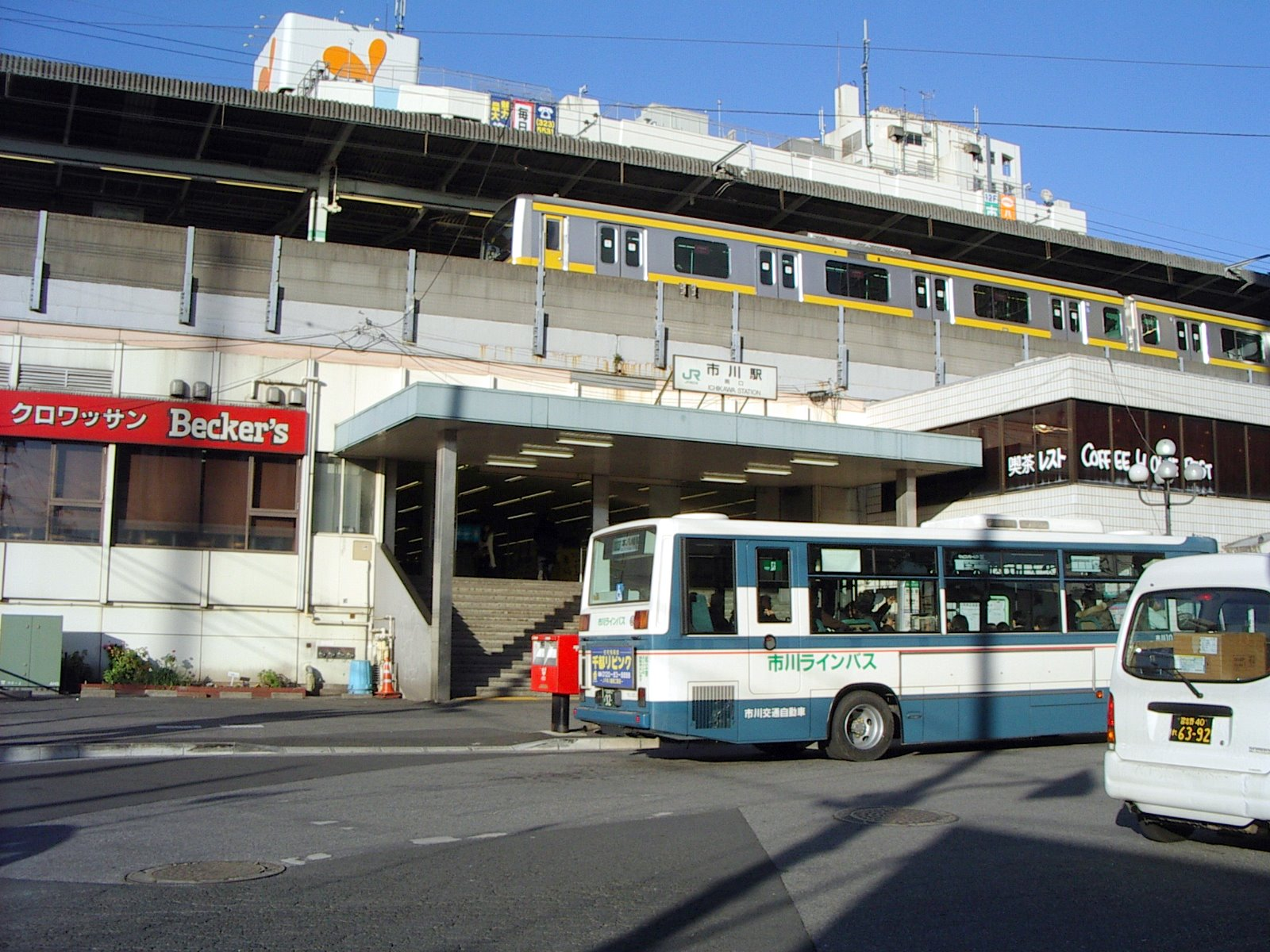
舊車站南口（2007年3月）
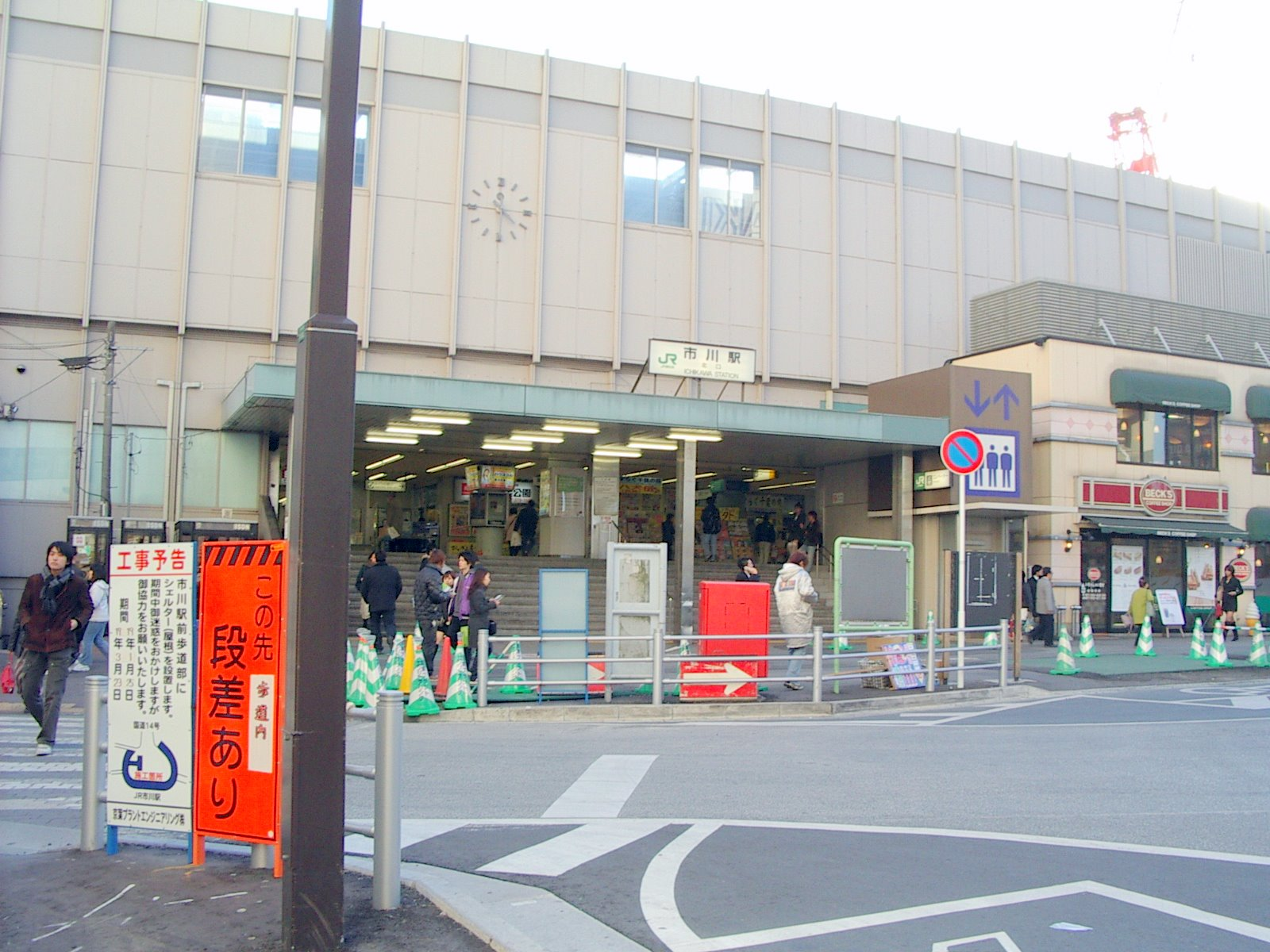
舊車站北口（2007年3月）

## 車站構造
島式月台2面4線的高架車站。快速月台（3號月台、4號月台）的外側有特急列車等的通過線。

### 月台配置
| 月台 | 路線               | 方向 | 目的地                   |
| ---- | ------------------ | ---- | ------------------------ |
| 1    | 總武線（各站停車） | 西行 | 錦糸町、秋葉原、新宿方向 |
| 2    | 總武線（各站停車） | 東行 | 船橋、津田沼、千葉方向   |
| 3    | 總武線（快速）     | 上行 | 錦糸町、東京、橫濱方向   |
| 4    | 總武線（快速）     | 下行 | 船橋、津田沼、千葉方向   |

（來源：JR東日本:車站構內圖 （页面存档备份，存于））

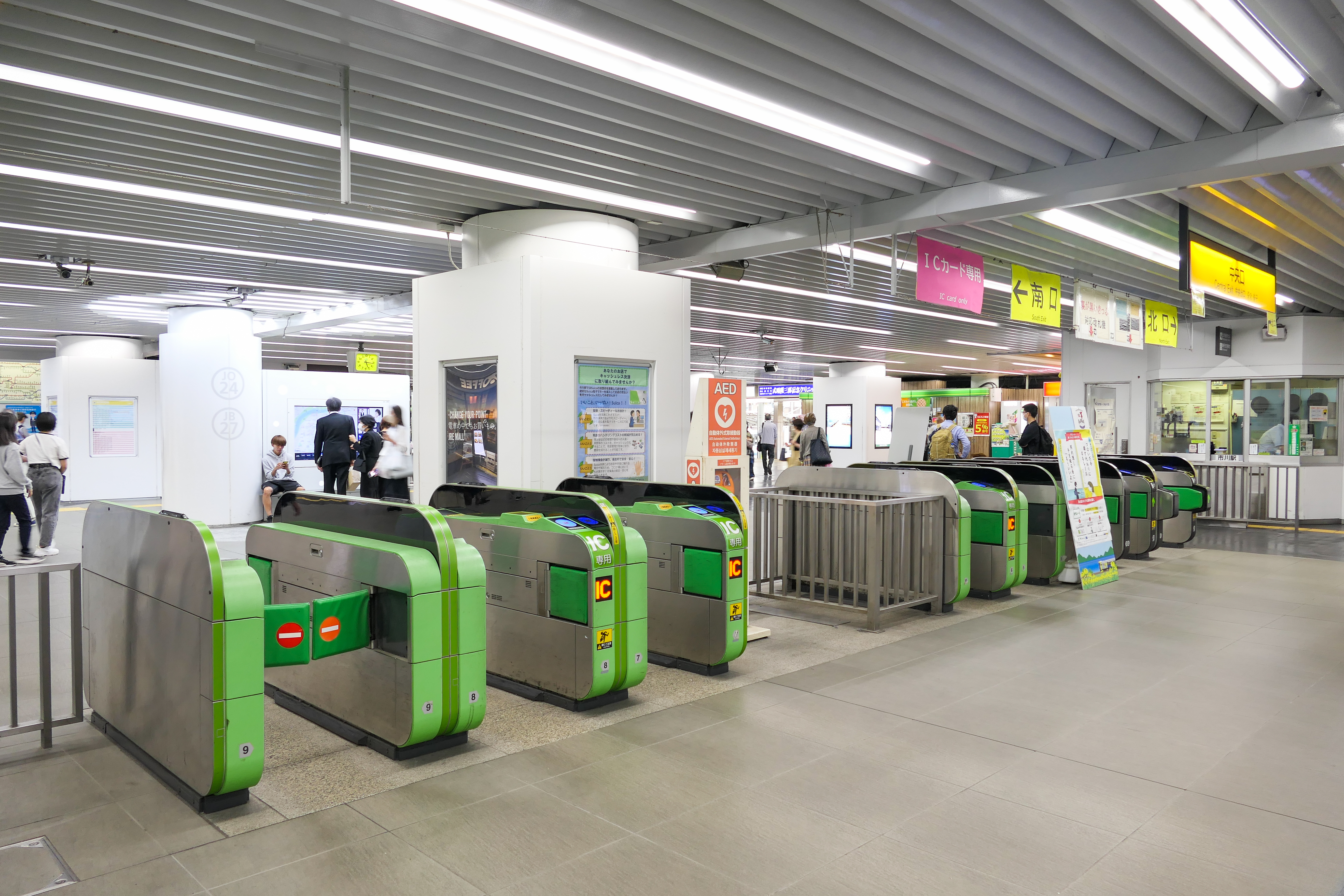
中央口閘口（2023年5月）
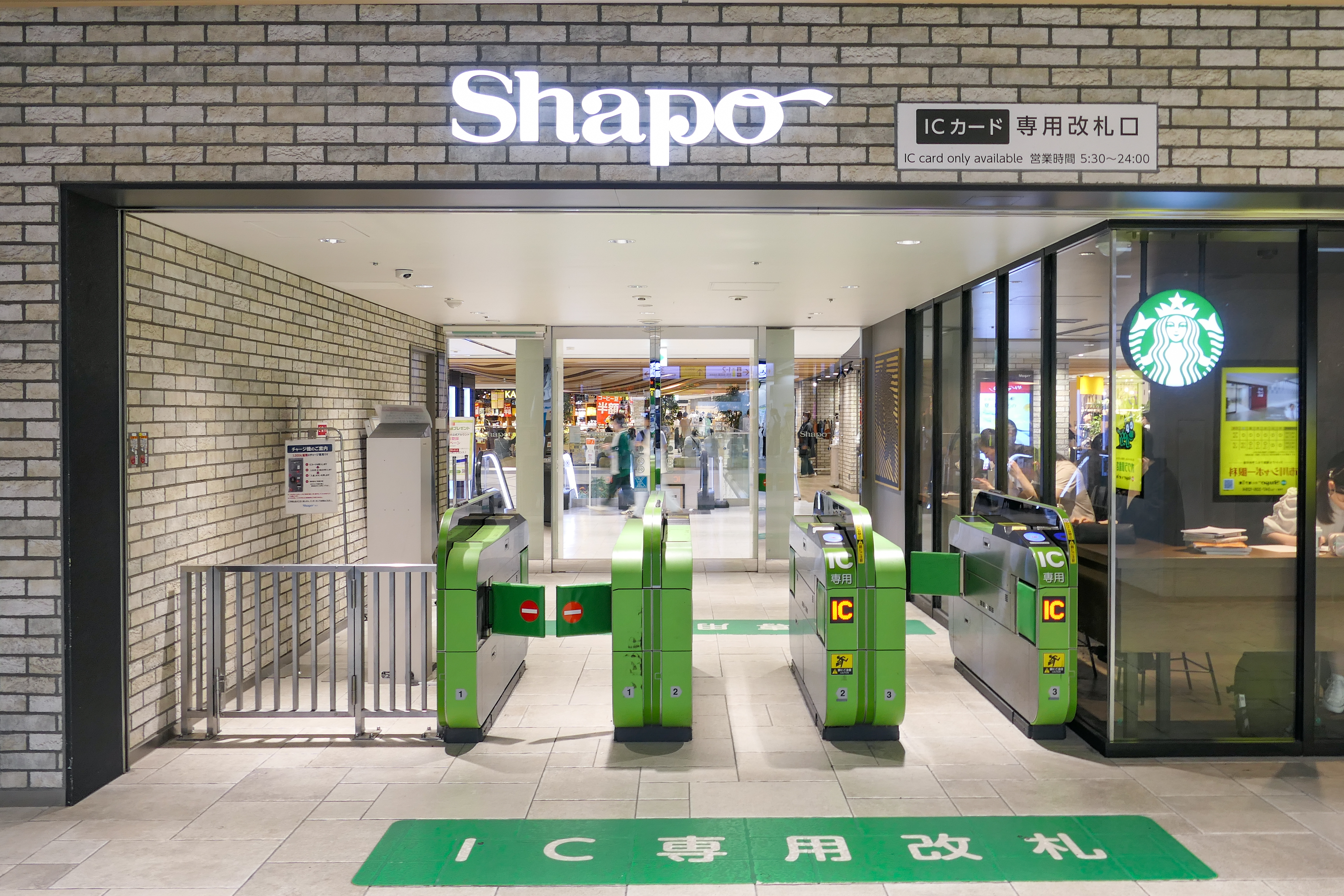
Shapo閘口（2023年5月）
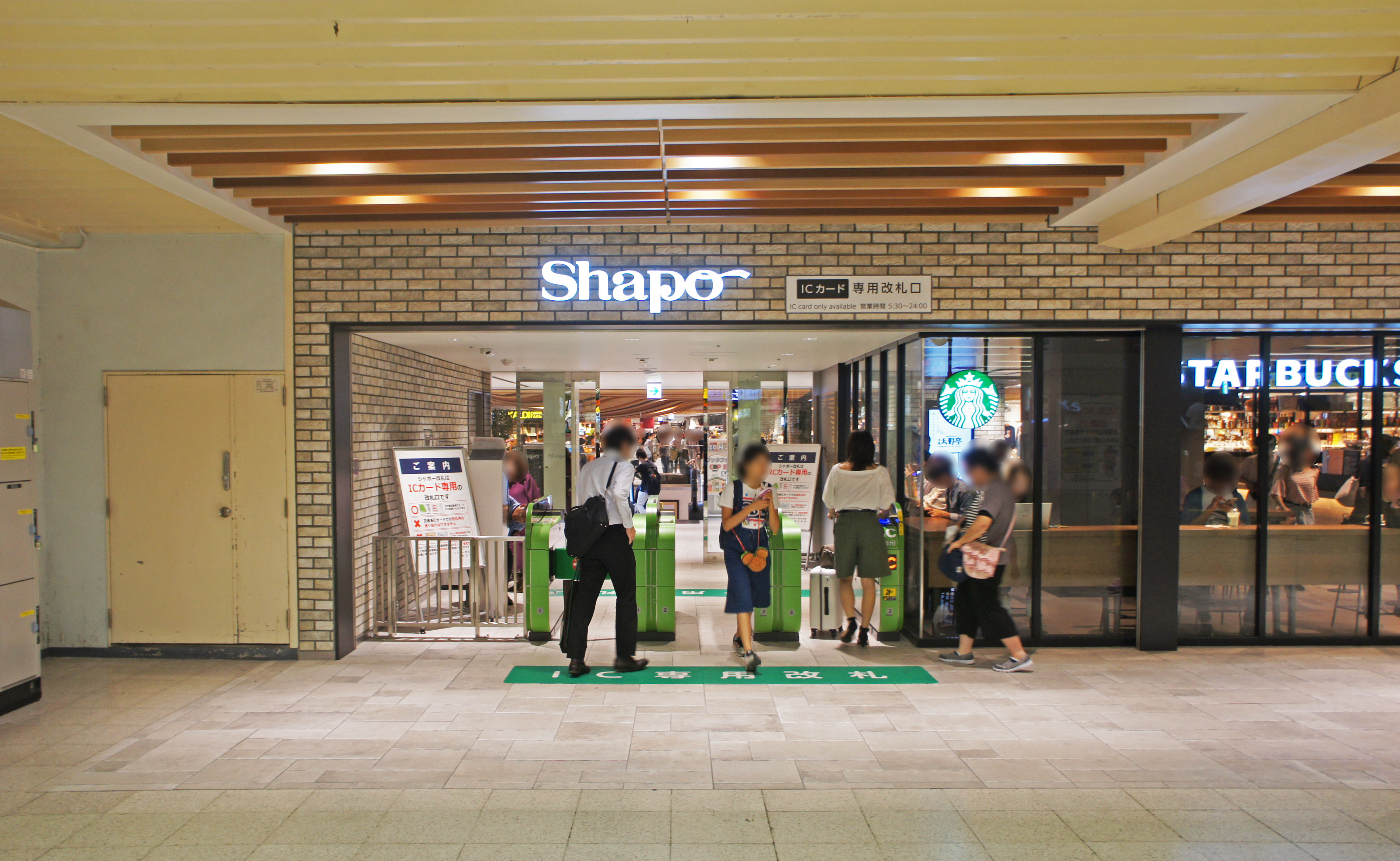
大堂看見的「Shapo市川」（2019年9月19日）
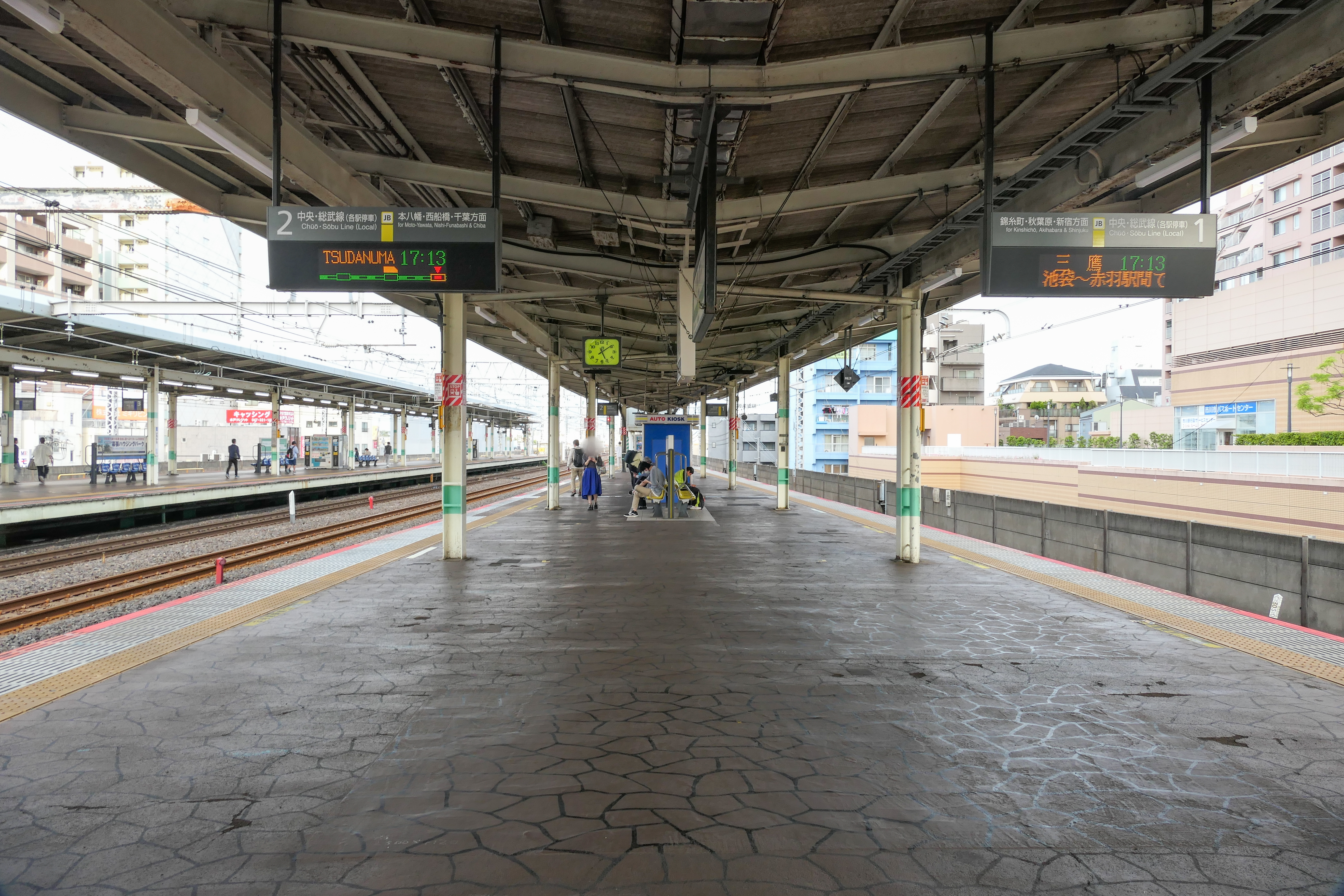
中央·總武線的1號與2號月臺（2023年5月）
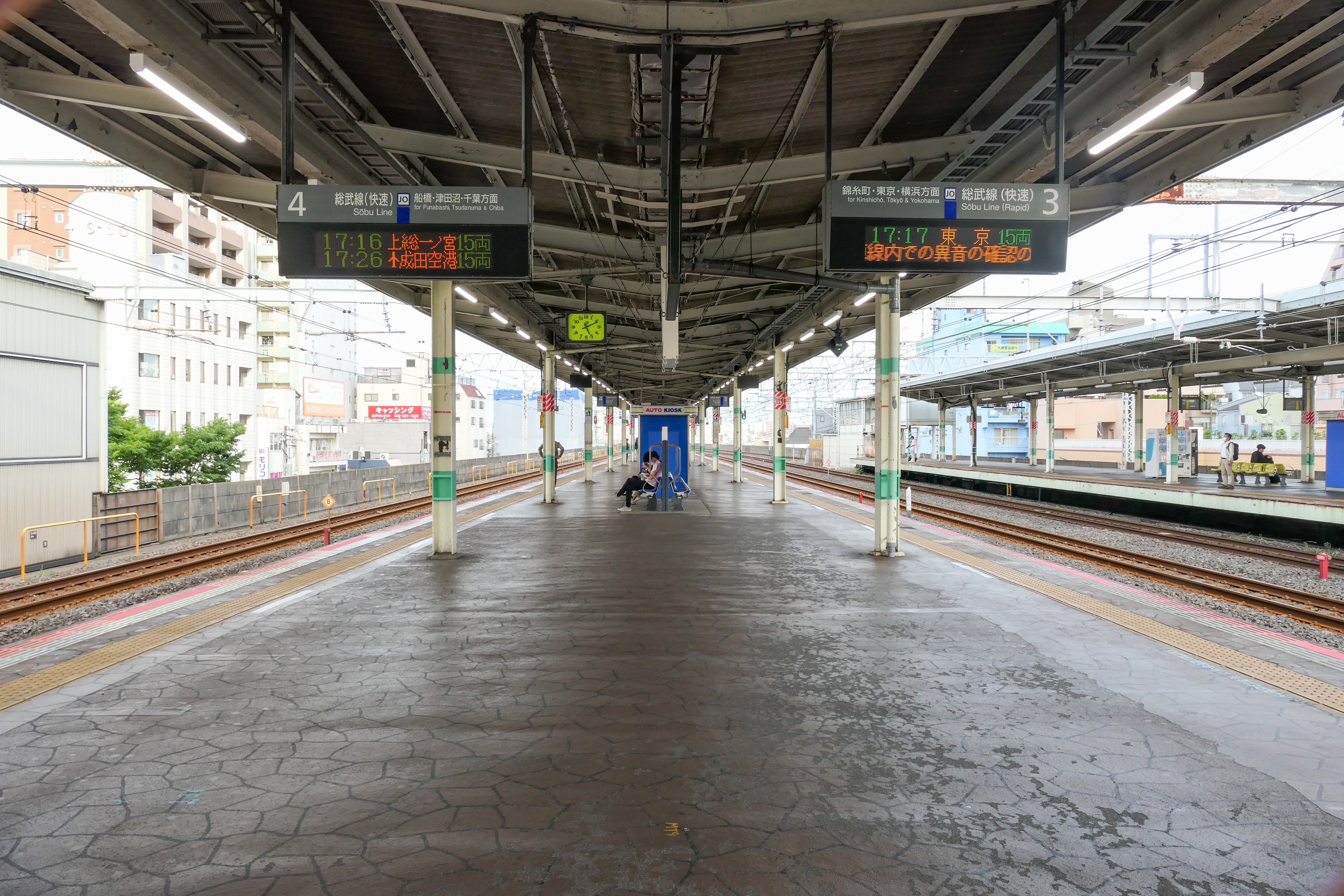
總武快速線的3號與4號月臺（2023年5月）

## 利用狀況
2019年（令和元年）度1日平均上車人次為61,575人。JR東日本管內車站排行第77位。快速停車站，但比西鄰通過站的小岩站和西船橋站使用人數還少。西船橋站雖然沒有快速停車，但是有許多乘客在該站轉乘。然而為安全起見，每當刮起強風時，此站至小岩站之間將減速運行。
近年1日平均上車人次的推移如下表。
| 年度               | 1日平均 上車人次 | 來源     |
| ------------------ | ---------------- | -------- |
| 1990年（平成02年） | 62,771           | [ * 1 ]  |
| 1991年（平成03年） | 62,849           | [ * 2 ]  |
| 1992年（平成04年） | 62,740           | [ * 3 ]  |
| 1993年（平成05年） | 61,770           | [ * 4 ]  |
| 1994年（平成06年） | 60,872           | [ * 5 ]  |
| 1995年（平成07年） | 59,656           | [ * 6 ]  |
| 1996年（平成08年） | 60,065           | [ * 7 ]  |
| 1997年（平成09年） | 58,619           | [ * 8 ]  |
| 1998年（平成10年） | 57,622           | [ * 9 ]  |
| 1999年（平成11年） | 57,294           | [ * 10 ] |
| 2000年（平成12年） | 56,955           | [ * 11 ] |
| 2001年（平成13年） | 56,783           | [ * 12 ] |
| 2002年（平成14年） | 57,346           | [ * 13 ] |
| 2003年（平成15年） | 57,694           | [ * 14 ] |
| 2004年（平成16年） | 56,902           | [ * 15 ] |
| 2005年（平成17年） | 57,349           | [ * 16 ] |
| 2006年（平成18年） | 58,338           | [ * 17 ] |
| 2007年（平成19年） | 58,727           | [ * 18 ] |
| 2008年（平成20年） | 58,723           | [ * 19 ] |
| 2009年（平成21年） | 58,853           | [ * 20 ] |
| 2010年（平成22年） | 58,979           | [ * 21 ] |
| 2011年（平成23年） | 58,331           | [ * 22 ] |
| 2012年（平成24年） | 58,522           | [ * 23 ] |
| 2013年（平成25年） | 59,153           | [ * 24 ] |
| 2014年（平成26年） | 58,577           | [ * 25 ] |
| 2015年（平成27年） | 59,909           | [ * 26 ] |
| 2016年（平成28年） | 60,558           | [ * 27 ] |
| 2017年（平成29年） | 61,159           | [ * 28 ] |
| 2018年（平成30年） | 61,418           |          |
| 2019年（令和元年） | 61,575           |          |

## 車站週邊
- 市川市的行政、商業中心地集中在本八幡站周邊。
- 京成本線市川真間站(約500m)
- Daiei市川店
- 京葉煤气本社、市川工場
- 市川市立市川小學校
- 市川市立宮田小學校
- 市川市立大洲小學校
- 市川市立大洲中學校
- 江戶川
- 國道14號
- Daily Yamazaki本部

### 市川站的本八幡站方向附近的主要施設
- 市川高等學校
- 市川工業高等學校
- 市川北高等學校
- 市川東高等學校
- 市川中學校
- 市川中央公民館
- 市川税務署
- 市川市役所
- 市川警察署
- 市川市消防局
- 市川東消防署
- 市川交通安全協會
- 千葉地方法務局市川支局
- 千葉家庭裁判所市川出張所
- 市川簡易裁判所
- 千葉縣水道局市川営業所
- 市川公証役場
- 市川區檢察廳
- 市川保健所
- 市川公共職業安定所
- 市川商工會議所
- 市川郵局
- NTT市川支店
- 市川市中央圖書館
- 市川市文化會館
- 市川市民會館
- 市川勤勞福祉中心

現在南口周邊正進行再開發，當中包括2棟分別為地上45層、地上37層的超高層大樓。

## 历史
- 1894年（明治27年）7月20日－總武鐵道市川站開業，當時是開業路段（市川－佐倉）的起點站。
- 1894年（明治27年）12月9日－市川至本所（現在的錦糸町站）延線開業。
- 1907年（明治40年）9月1日－政府根據鐵路國有法收購總武鐵道，成為日本國有鐵道車站。
- 1909年（明治42年）10月12日－國有鐵道重編路線，本站成為總武本線車站。
- 1964年（昭和39年）10月1日－停辦貨運業務。
- 1972年（昭和47年）7月15日－錦糸町至津田沼的複複線路段完成，新高架站房和快速線同日啟用。
- 1987年（昭和62年）4月1日－國鐵分割民營化，本站由JR東日本接手管理。
- 2001年（平成13年）11月18日－智能卡系統Suica正式投入服務。

## 相鄰車站
東日本旅客鐵道
 總武線（快速）
■特別快速、■通勤快速
通過
■快速
新小岩（JO 23）－市川（JO 24）－船橋（JO 25）
 總武線（各站停車）
小岩（JB 26）－市川（JB 27）－本八幡（JB 28）

### 利用狀況
1. ↑  千葉県統計年鑑 （页面存档备份，存于） - 千葉県
2. ↑  市川市統計年鑑 （页面存档备份，存于） - 市川市

JR東日本1999年度以後的上車人次
1. ↑  各駅の乗車人員（1999年度） （页面存档备份，存于） - JR東日本
2. ↑  各駅の乗車人員（2000年度） （页面存档备份，存于） - JR東日本
3. ↑  各駅の乗車人員（2001年度） （页面存档备份，存于） - JR東日本
4. ↑  各駅の乗車人員（2002年度） （页面存档备份，存于） - JR東日本
5. ↑  各駅の乗車人員（2003年度） （页面存档备份，存于） - JR東日本
6. ↑  各駅の乗車人員（2004年度） （页面存档备份，存于） - JR東日本
7. ↑  各駅の乗車人員（2005年度） （页面存档备份，存于） - JR東日本
8. ↑  各駅の乗車人員（2006年度） （页面存档备份，存于） - JR東日本
9. ↑  各駅の乗車人員（2007年度） （页面存档备份，存于） - JR東日本
10. ↑  各駅の乗車人員（2008年度） （页面存档备份，存于） - JR東日本
11. ↑  各駅の乗車人員（2009年度） （页面存档备份，存于） - JR東日本
12. ↑  各駅の乗車人員（2010年度） （页面存档备份，存于） - JR東日本
13. ↑  各駅の乗車人員（2011年度） （页面存档备份，存于） - JR東日本
14. ↑  各駅の乗車人員（2012年度） （页面存档备份，存于） - JR東日本
15. ↑  各駅の乗車人員（2013年度） （页面存档备份，存于） - JR東日本
16. ↑  各駅の乗車人員（2014年度） （页面存档备份，存于） - JR東日本
17. ↑  各駅の乗車人員（2015年度） （页面存档备份，存于） - JR東日本
18. ↑  各駅の乗車人員（2016年度） （页面存档备份，存于） - JR東日本
19. ↑  各駅の乗車人員（2017年度） （页面存档备份，存于） - JR東日本
20. ↑  各駅の乗車人員（2018年度） （页面存档备份，存于） - JR東日本
21. ↑  各駅の乗車人員（2019年度） （页面存档备份，存于） - JR東日本

千葉縣統計年鑑
1. ↑  千葉県統計年鑑（平成3年） 的存檔，存档日期2016-08-26.
2. ↑  千葉県統計年鑑（平成4年） 的存檔，存档日期2016-08-26.
3. ↑  千葉県統計年鑑（平成5年） 的存檔，存档日期2016-08-26.
4. ↑  千葉県統計年鑑（平成6年） 的存檔，存档日期2016-08-26.
5. ↑  千葉県統計年鑑（平成7年） 的存檔，存档日期2016-08-26.
6. ↑  千葉県統計年鑑（平成8年） 的存檔，存档日期2016-08-26.
7. ↑  千葉県統計年鑑（平成9年） 的存檔，存档日期2016-08-26.
8. ↑  千葉県統計年鑑（平成10年） 的存檔，存档日期2016-08-26.
9. ↑  千葉県統計年鑑（平成11年） 的存檔，存档日期2016-08-26.
10. ↑  .   [2017-12-04]. （原始内容存档于2017-09-30）.
11. ↑  .   [2017-12-04]. （原始内容存档于2017-09-30）.
12. ↑  .   [2017-12-04]. （原始内容存档于2017-09-30）.
13. ↑  .   [2017-12-04]. （原始内容存档于2017-09-30）.
14. ↑  .   [2017-12-04]. （原始内容存档于2017-09-30）.
15. ↑  .   [2017-12-04]. （原始内容存档于2017-09-30）.
16. ↑  千葉県統計年鑑（平成18年） 的存檔，存档日期2016-08-26.
17. ↑  千葉県統計年鑑（平成19年） 的存檔，存档日期2016-08-26.
18. ↑  千葉県統計年鑑（平成20年） 的存檔，存档日期2017-08-30.
19. ↑  .   [2017-12-04]. （原始内容存档于2017-08-30）.
20. ↑  .   [2017-12-04]. （原始内容存档于2017-08-30）.
21. ↑  .   [2017-12-04]. （原始内容存档于2017-08-30）.
22. ↑  .   [2017-12-04]. （原始内容存档于2017-08-30）.
23. ↑  .   [2017-12-04]. （原始内容存档于2017-08-30）.
24. ↑  .   [2017-12-04]. （原始内容存档于2017-08-11）.
25. ↑  .   [2017-12-04]. （原始内容存档于2017-08-11）.
26. ↑  .   [2017-12-04]. （原始内容存档于2017-08-11）.
27. ↑  .   [2020-07-28]. （原始内容存档于2020-04-24）.
28. ↑  .   [2020-07-28]. （原始内容存档于2020-04-24）.

## 外部連結
- 車站資訊（市川）：東日本旅客鐵道

35°43′44.86″N 139°54′27.72″E / 35.7291278°N 139.9077000°E